# Jardín de plantas de Orleans
El Jardín de plantas de Orleans (en francés : jardin des plantes d'Orléans) es un jardín botánico en el barrio de Saint-Marceau, en Orleans. Tiene 3,5 hectáreas de extensión de propiedad municipal.
Está ubicado en la región natural del valle del Loira e inscrito como Patrimonio de la Humanidad de la Unesco Es uno de los tres grandes jardines de Orleans, junto con el Parque floral de la Source y el Parque Louis-Pasteur

## Historia
El origen del jardín botánico se remonta a 1640, cuando el gremio de boticarios creó un jardín de plantas aromáticas y medicinales en el interior del revellín de Saint-Laurent. El recinto se convirtió en un lugar habitual de paseo para los habitantes de Orleans. Aunque a principios de siglo cayó en el abandono, alrededor de 1760 se restauraron los edificios de la fortificación para convertirlos en invernaderos y salas de reuniones donde se hacían representaciones de teatro. En 1788 el jardín pasó a manos del municipio y hacia principios del siglo XIX formaba parte de los primeros jardines botánicos de Francia donde se cultivaban y aclimataban plantas raras y exóticas. Se erigió como centro científico de la ciudad, donde se impartían clases de química, física e historia natural. 

Sin embargo, en 1834, el revellín fue convertido en centro comercial, lo que obligó a trasladar el jardín. La nueva ubicación situada al sur del Loira, en el distrito de Saint-Marceau, escogida por la calidad del suelo, era tierra bien conocida por horticultores y jardineros desde el siglo XVI.  El diseñador del nuevo jardín fue el arquitecto François-Narcisse Pagot, y la sociedad de Horticultura de Loiret, fundada en 1839, se hizo cargo del tipo de labores que se llevarían a cabo: plantas tanto para la agricultura como la jardinería y cultivos experimentales, con difusión a nivel local y nacional.
A finales del siglo el jardín empezó a transformarse más en un lugar de recreo y exposición que en un hábitat para el estudio de las plantas. En 1958 se creó la primera rosaleda municipal de la ciudad, con 7500 rosales de 400 variedades; para ello, en un terreno de 6000 m² se eliminaron 1500 m³ de maleza y se vertieron 2500 m³ de tierra vegetal. En septiembre de 1959 se celebró el primer concurso internacional de rosas. En 2002 se redujo la rosaleda y parte de las plantas se llevaron al parque Léon Chénault. Las plantas medicinales que quedaban fueron trasladadas a los jardines Jean Dupont del Hospital Porte Madeleine.

## Descripción
El jardín se compone de varios espacios bien definidos;
- Un jardín formal, de estilo francés,
- una rosaleda,
- siete jardines climáticos y temáticos en los que, rodeados cada uno por muros para crear diversos microclimas, se cultivan plantas pertenecientes a siete hábitats diferentes,
- una orangerie, construida en 1834, donde se cultivan naranjos, especie que forma parte de la tradición de Orleáns, en razón de la benignidad climática del Valle del Loira.
- Invernaderos tropicales, que albergan más de 60 familias de plantas.[3]

En 2017 se efectuó una importante renovación de los invernaderos para habilitarlos como espacio de eventos de empresas y asociaciones.

El acceso al jardín es público y gratuito.

Vistas
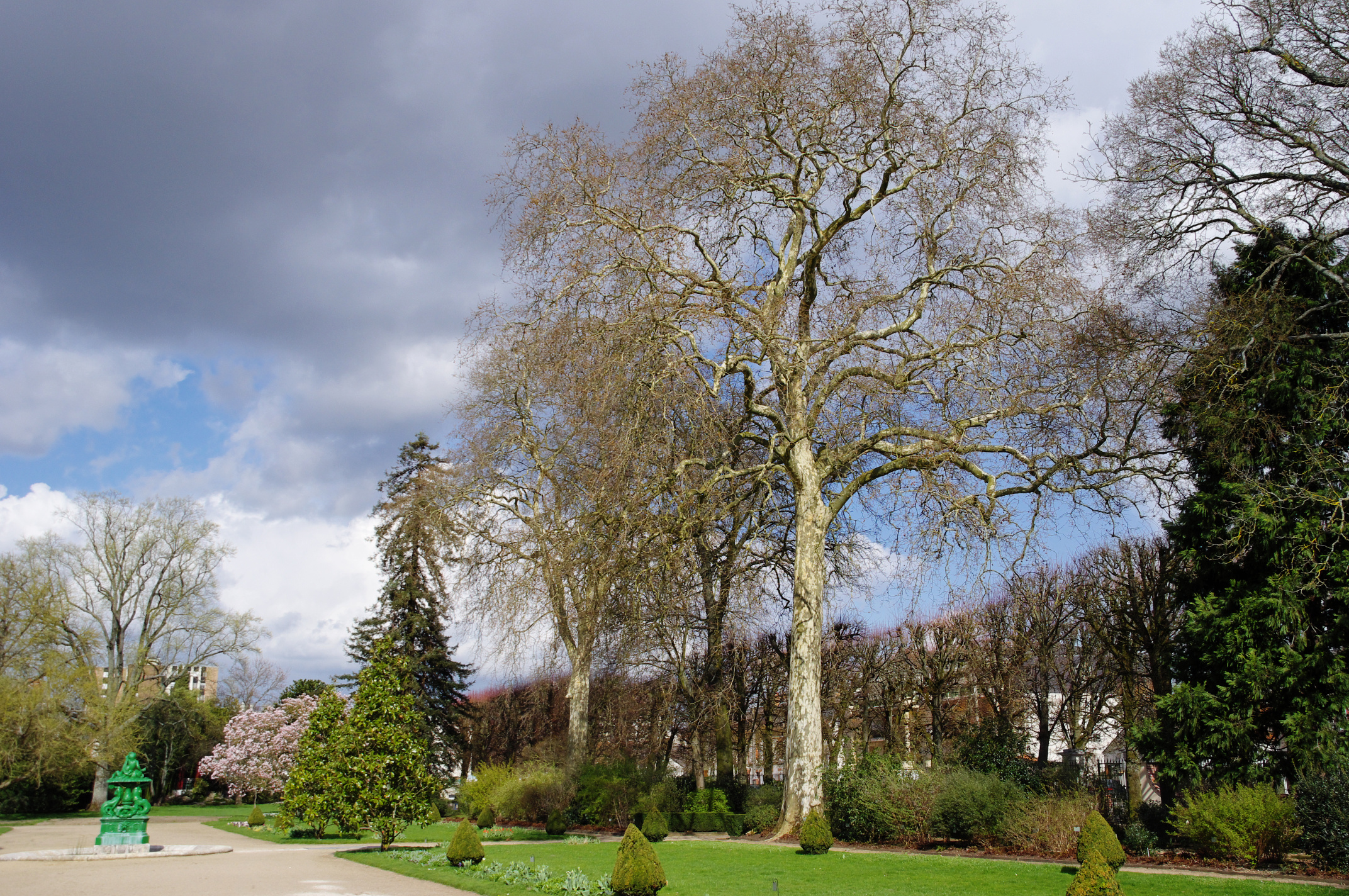
Uno de los paseos
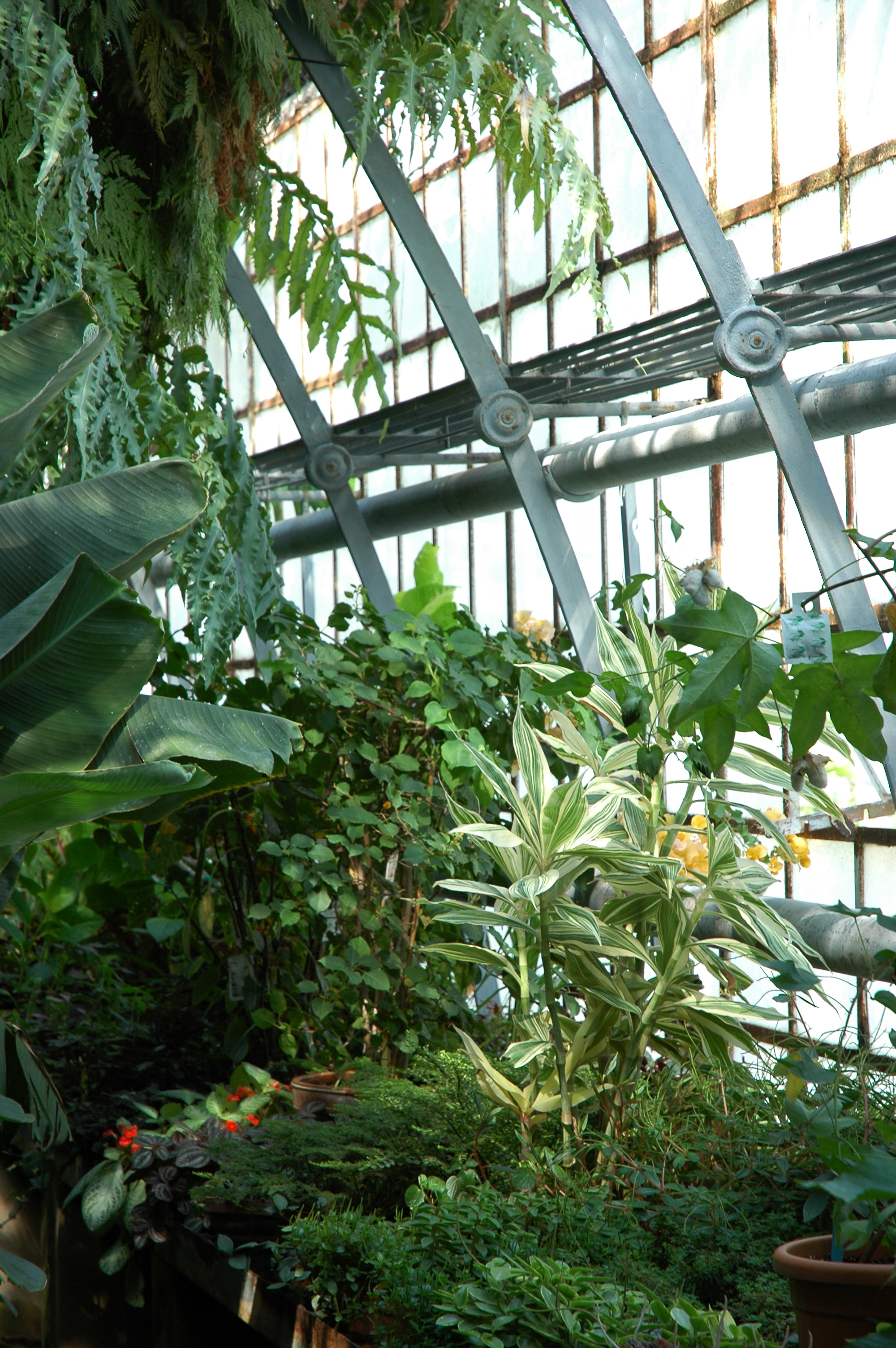
Interior del invernadero
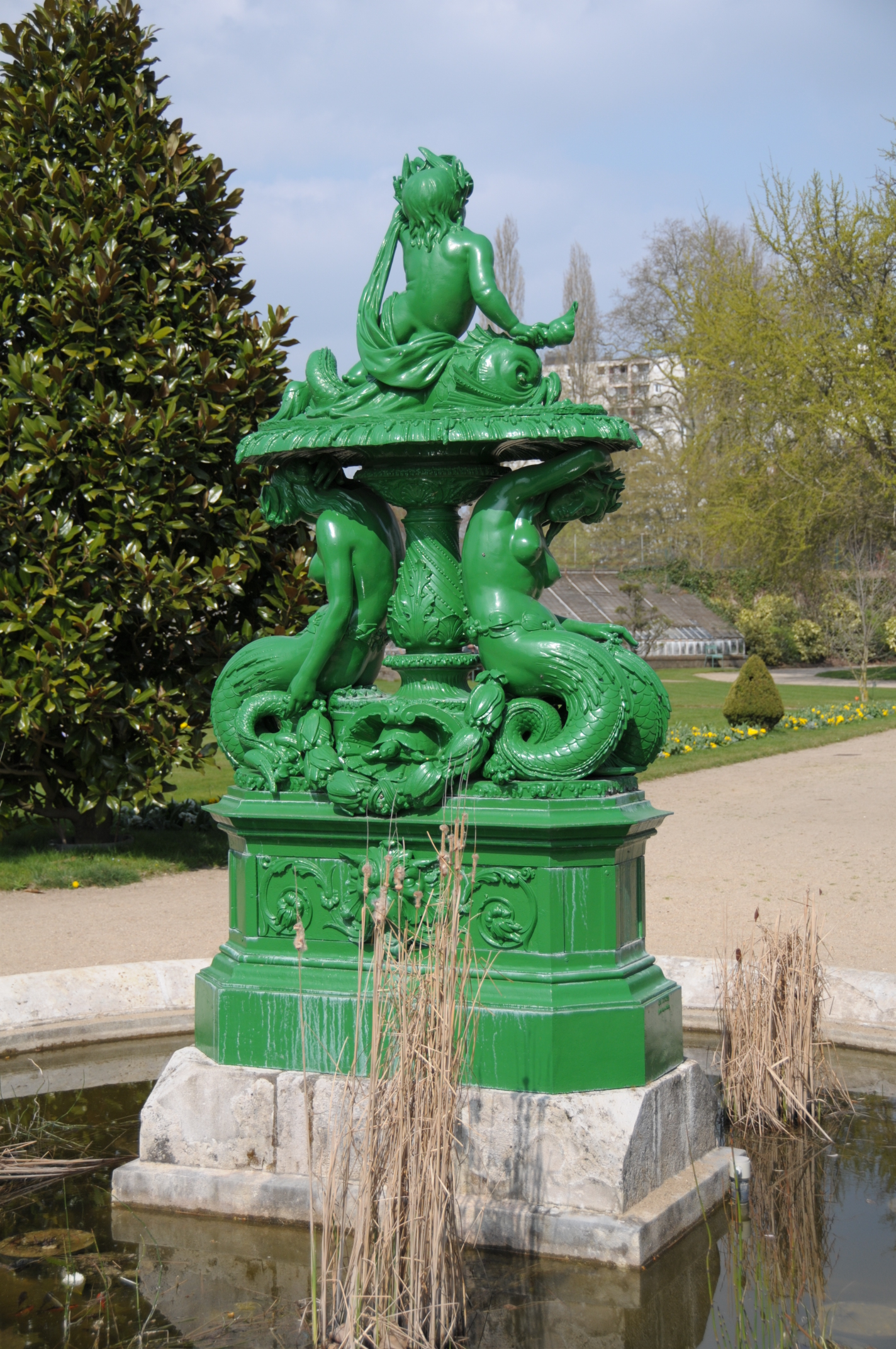
Fuente
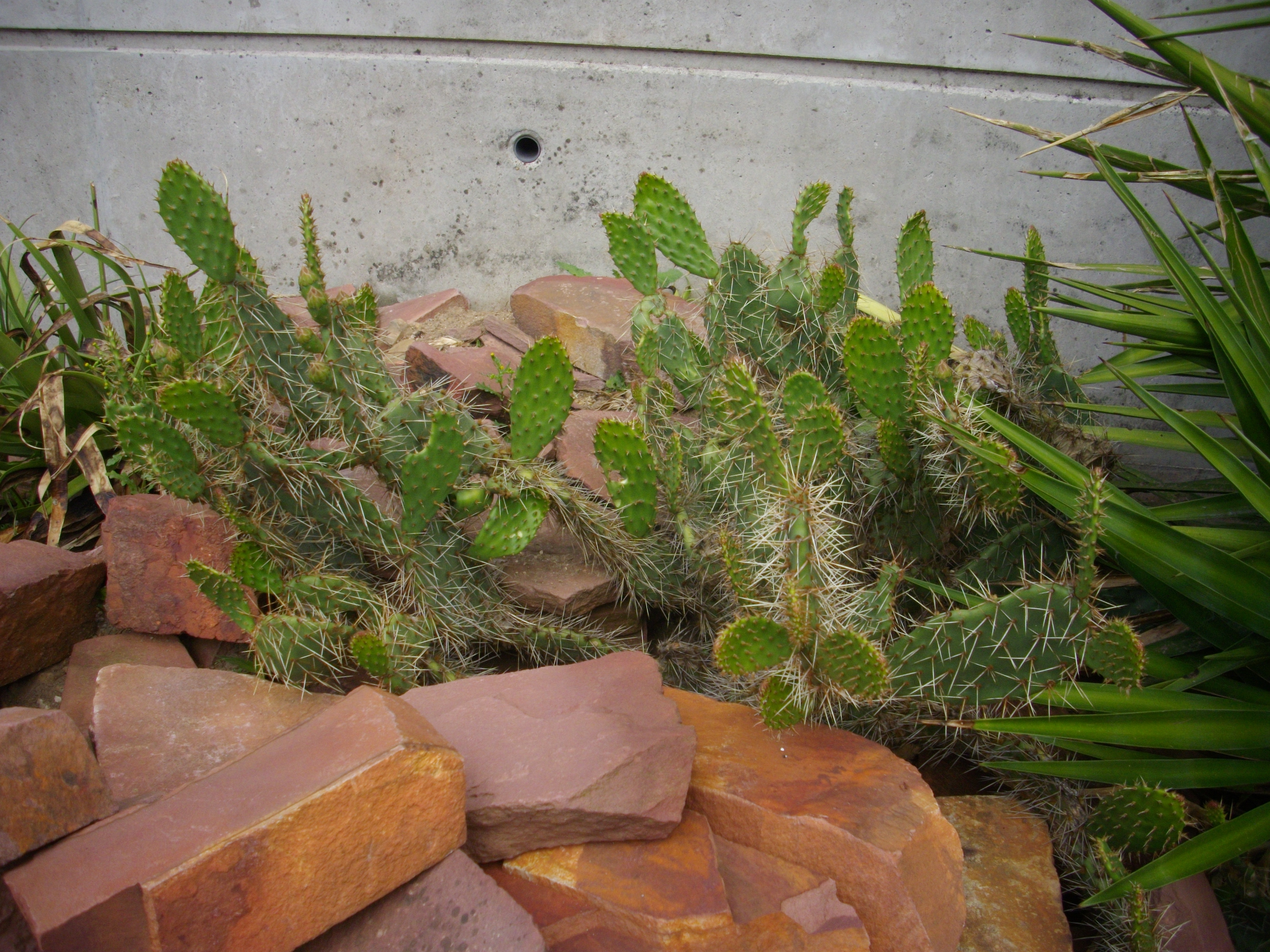
Jardín climático de cactáceas
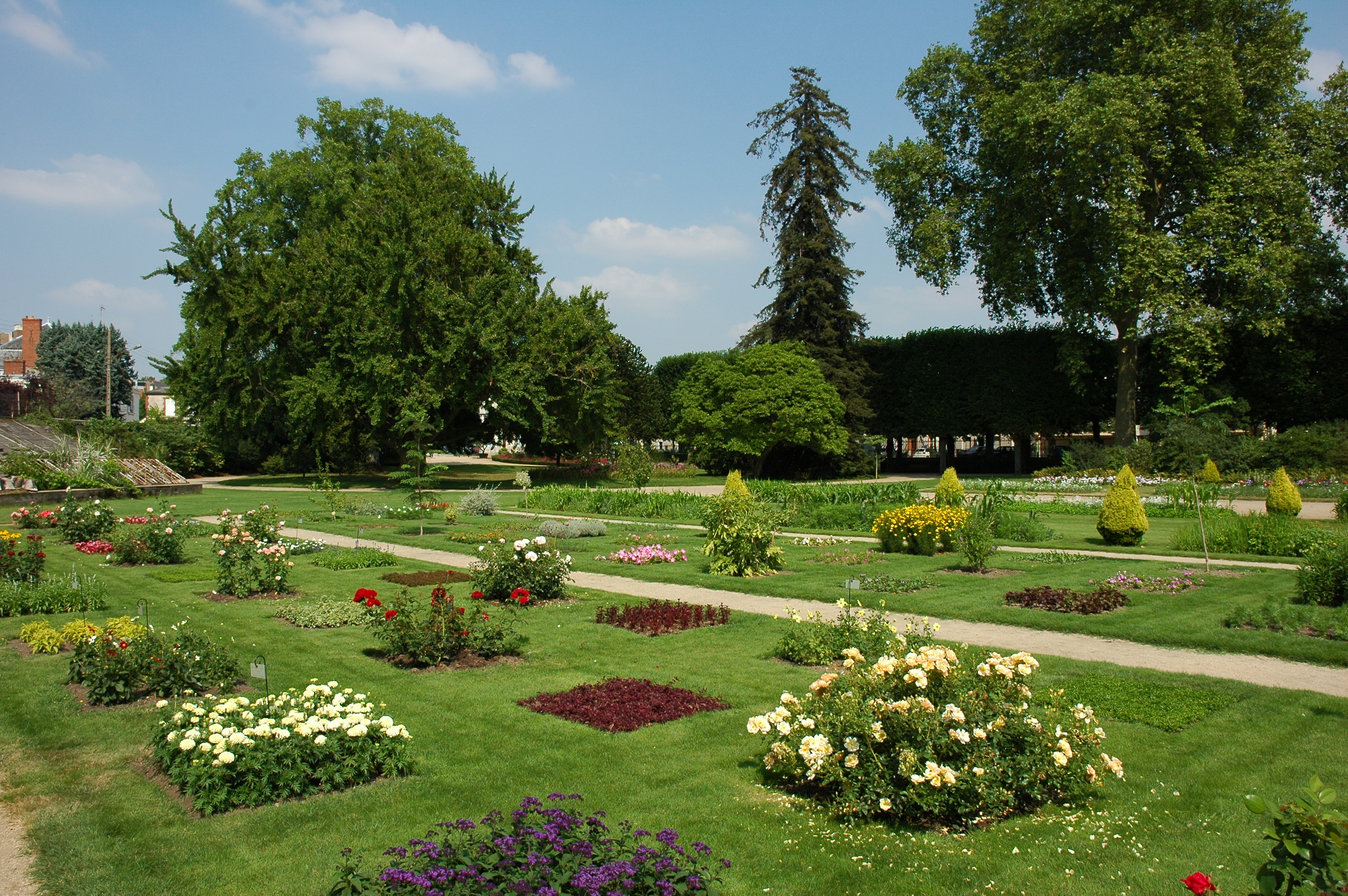
Jardín francés y rosaleda.